# 一个地主的死
《一个地主的死》是余华的一部中篇小说，完稿于1992年7月20日。最初发表于《钟山》1992年第6期。后收入作者的小说集《战栗》、《河边的错误》、《余华中短篇小说集》等。

## 情节
地主王子清蹲在粪缸上大便，离家出走多日的儿子回来了。因为受日本人炸弹的惊吓，他跌进粪缸，儿子很嫌弃的把他拉了出来。儿子王香火从安昌门外上城的时候，目睹了日本人调戏尼姑庵的两个尼姑。一队日本兵要去松篁，逼王香火带路，用铁丝刺穿他两只手掌并缠绕起来。雇工孙喜被王子清派去打听儿子下落，他目睹了一群乌合之众试图让公羊和母猪交配。王香火将日本兵带到李桥镇后，日兵到处搜寻女人，但只找到一个63岁的老太太，抽打了她的阴部。王到达竹林后改变方向，决定将日本兵带到孤山，并吩咐当地人拆掉连接的桥。途中遇到从前的雇工张七，张七最后一次伺候王拉了屎。一天后孙喜也到达竹林，遇到一个死掉的捕鱼人，听到了店老板与众人的议论，并且嫖了一个女人。王子清在家中焦急的等待，众人谈起日本人的暴行，一个走江湖的男子到来告诉众人发财和消除烦恼的秘方。日本人终于被带上孤山，附近的桥都被拆完，报信的孙喜差一点就回不来。王香火告诉日本人，游泳到对岸上不可能的，因为中途就会冻死，而且到对岸的桥也都拆了。日本人用刺刀捅死了王香火。孙喜从地主那儿领了两袋大米作为报信的酬劳，而王子清最后在拉屎时死去了。

## 分析
余华的这篇小说采取了新历史叙事，颠覆了过去那种阶级叙事。在小说里，纨绔子弟王子清成为了挺起腰杆对抗日本人的人，而没有像旧的社会主义小说里面那样被塑造成汉奸或还乡团。而农民的表现则十分负面，比如以看客心态嘲弄遭难的老太太，又如孙喜只挂念自己的赏钱。不过，王香火的抗日行为并未体现出主动性，他平时保持了“良民”形象，对日本人鞠躬，对于日本兵对自己和其他人的折磨也未表露出明显情绪。这是一个反英雄的形象。对于王香火，作者采取了零度的书写，阴冷、客观；而对于王子清和孙喜等人则采用写实话语，热闹、开放。